# Oswald Achenbach
Oswald Achenbach (Düsseldorf, 2 de febrero de 1827 - Düsseldorf, 1 de febrero de 1905) fue un pintor de paisajes alemán.
Nació en Düsseldorf, y recibió educación artística de su hermano Andreas Achenbach. Por lo general, sus paisajes destacan por los efectos ricos en colores, pintando sobre todo paisajes del Golfo de Nápoles y los barrios de Roma. Desde 1863 a 1872 trabajó como profesor de pintura de paisajes en la Academia de Düsseldorf. Murió en Düsseldorf en el año 1905, debido a una inflamación de los pulmones.

## Referencias

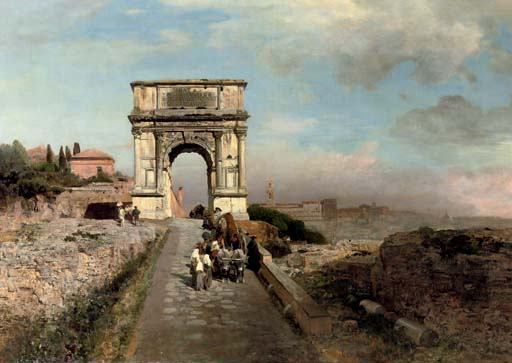
Pasando por El Arco de Tito en la Via Sacra, Roma.